# Gaadhoo
Gaadhoo är en ö i Haddhunmathiatollen i Maldiverna.  Den ligger i administrativa atollen Laamu atoll, i den centrala delen av landet, 260 km söder om huvudstaden Malé.